# Volonne
 Volonne  es una población y comuna francesa, en la región de Provenza-Alpes-Costa Azul, departamento de Alpes de Alta Provenza, en el distrito de Forcalquier y cantón de Volonne.

## Geografía
La comuna está situada en el sur del país a corta distancia de la frontera con Italia y a una altitud de 440 m.

## Demografía
| 1039 | 1070 | 1253 | 1309 | 1387 | 1514 |
| Para los censos de 1962 a 1999 la población legal corresponde a la población sin duplicidades (Fuente: INSEE [Consultar]) |      |      |      |      |      |